# Caroline Broué
Pour les articles homonymes, voir Broué (homonymie).
 (février 2018).
Améliorez-le ou discutez des points à vérifier. 
 (août 2012).
Si vous disposez d'ouvrages ou d'articles de référence ou si vous connaissez des sites web de qualité traitant du thème abordé ici, merci de compléter l'article en donnant les références utiles à sa vérifiabilité et en les liant à la section « Notes et références ».
Caroline Broué (née le 27 mai 1972 à Paris) est une journaliste et productrice de radio française sur France Culture.

## Biographie
Caroline Broué est diplômée de science politique (Institut d'études politiques de Bordeaux) et de lettres modernes (3e cycle université Paris-Sorbonne), elle entre à France Culture en 1998 au magazine Staccato d’Antoine Spire, où elle anime des débats et fait des chroniques. Parallèlement, elle est responsable de la collection « Terrail Photo/Magnum Photos ».
En 2002, elle devient rédactrice en chef adjointe sur « Les Matins de France Culture » aux côtés de Nicolas Demorand, puis d’Ali Baddou, poste qu’elle occupe jusqu’en 2007.
Elle produit au cours de ces années de nombreuses émissions d’entretiens (« À Voix nue »), de débats, de documentaires (« Grandes traversées », « Surpris par la nuit ») pour France Culture, et participe, en 2006-2007, au « Rendez-vous des politiques ».
Elle a été conseillère éditoriale pour les émissions « Le Bateau livre » sur France 5 et « Ce soir (ou jamais !) » sur France 3.
De 2007 à 2009, elle a coordonné les « Questions d’époque » du lundi au vendredi et produit deux émissions : L'Économie en questions et Place de la toile, la première émission de France Culture consacrée à Internet et aux usages des nouvelles technologies.
De 2009 à 2010, elle a créé et animé avec Hervé Gardette « Les Retours du dimanche », magazine hebdomadaire de retour sur l’actualité.
De 2010 à 2016, elle a conçu et animé le magazine culturel quotidien de la mi-journée de France Culture, « La Grande table ».
En septembre 2016, elle prend les commandes chaque samedi de la tranche 7-9 de France Culture, « La Matinale du samedi de France Culture ».

## Controverse
Au cours d'un débat organisé en janvier 2018, Caroline Broué a demandé à l'écrivaine nigériane Chimamanda Ngozi Adichie s'il « y [avait] des librairies au Nigéria ? ». Cette question a provoqué une vive réaction des réseaux sociaux ainsi que des médias internationaux,,. L'auteure a cependant clos la polémique concernant Caroline Broué, en écrivant : 

« Ceci dit, la journaliste Caroline Broué était intelligente, profonde, et bien préparée. Lorsqu’elle a posé la question, j’en ai été saisie parce que c’était loin du registre intellectuel de ses précédentes questions. Je sais maintenant qu’elle essayait d’être ironique, de faire comprendre en « imitant les ignorants », mais, parce qu’elle n’avait pas utilisé l’ironie jusque-là, je ne l’ai pas comprise. »

Caroline Broué elle-même a confirmé avoir été surprise par la réaction de Chimamanda Ngozi Adichie :

« J’ai, je l’avoue, été interloquée, surprise, par cette rupture de ton que je n’ai pas comprise, car c’est une question que je pose souvent aux écrivain·e·s du monde entier. Mal à l’aise, j’ai mal réagi et tenté de répondre par une complicité ironique (…). Cette séquence me fait apparaître aujourd’hui comme insultante. Je suis mortifiée du tour que tout cela a pris. Mortifiée, et profondément désolée d’avoir choqué ou blessé des personnes. »

## Publications
- Caroline Broué, De ce pas, Paris, Sabine Wespieser Éditeur, 2016, 176 p.  (ISBN 978-2-84805-199-4)
- Marin Karmitz (avec la collaboration de Caroline Broué), Comédies, Paris, Fayard, 2016, 250 p.  (ISBN 978-2-213-70076-2)
- Françoise Héritier, Caroline Broué, L'identique et le différent : entretiens avec Caroline Broué, La Tour-d'Aigues, Éditions de l'Aube, 2008, 108 p.  (ISBN 978-2-7526-0424-8)